# Artalens-Souin
Artalens-Souin település Franciaországban, Hautes-Pyrénées megyében. Lakosainak száma 135 fő (2022. január 1.). Artalens-Souin Ayros-Arbouix, Beaucens, Vier-Bordes és Préchac községekkel határos.

## Népesség
A település népességének változása:
| Lakosok száma | 107  | 134  | 142  | 141  | 133  | 129  | 132  | 131  | 130  | 135  |
|               | 2010 | 2013 | 2015 | 2016 | 2017 | 2018 | 2019 | 2020 | 2021 | 2022 |